# Cheirocratus assimilis
Cheirocratus assimilis is een vlokreeftensoort uit de familie van de Cheirocratidae. De wetenschappelijke naam van de soort is voor het eerst geldig gepubliceerd in 1852 door Lilljeborg.